# Melodifestivalen 2013

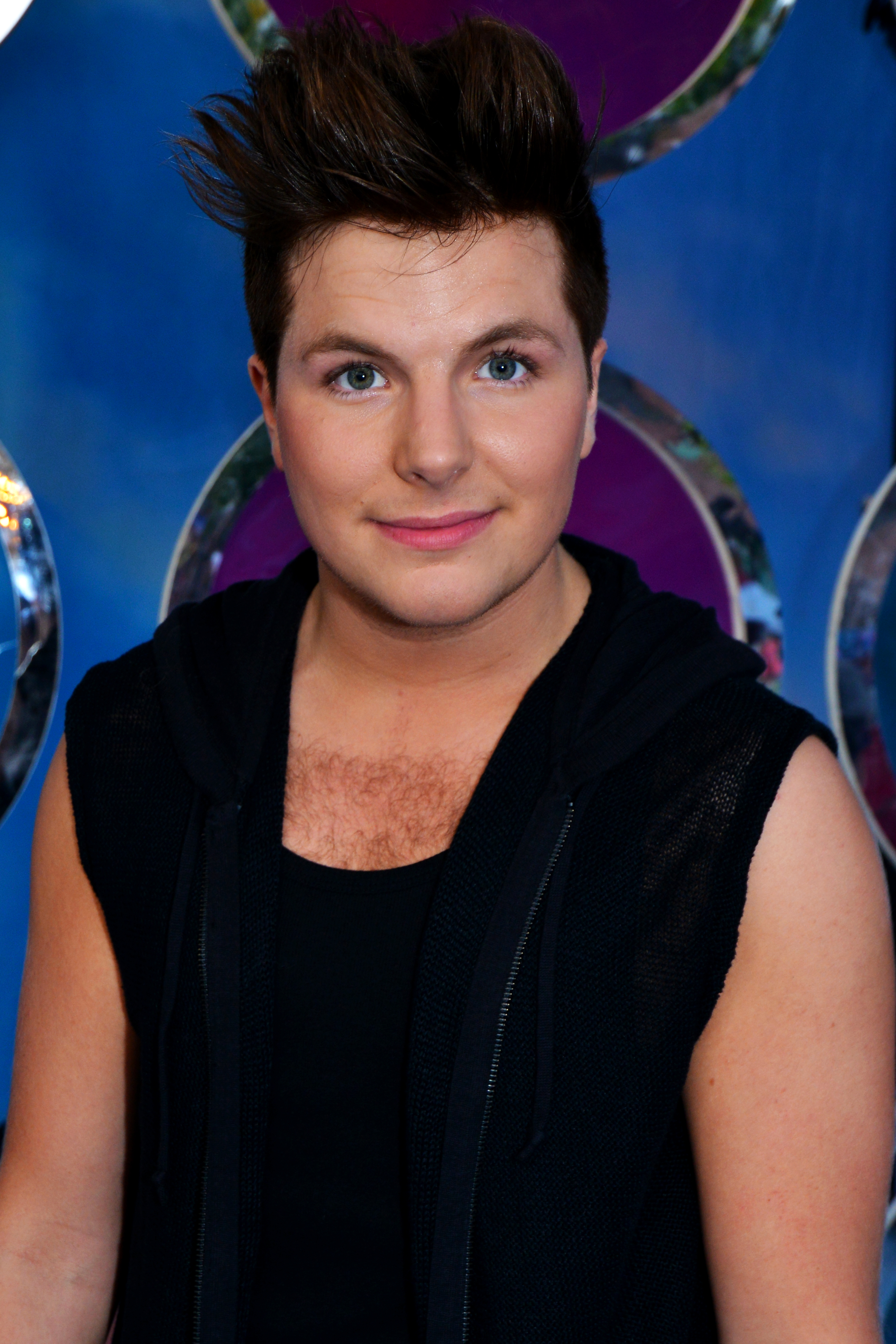
Robin Stjernberg vann Melodifestivalen 2013 med låten "You". Robin Stjernberg blev därav den första vinnaren i Melodifestivalen som gått vidare till final via Andra Chansen.

Melodifestivalen 2013 var den 53:e upplagan av musiktävlingen Melodifestivalen och samtidigt Sveriges uttagning till Eurovision Song Contest 2013.
Finalen ägde rum i Friends Arena den 9 mars 2013, där melodin You, framförd av Robin Stjernberg, vann, genom att ha fått högst totalpoäng av jurygrupperna, dock endast näst flest röster av tittarna. För tolfte året i rad bestod tävlingen av fyra deltävlingar, en ”Andra chans” (ett så kallat uppsamlingsheat) och en final, där totalt 32 bidrag tävlade om segern. Från varje deltävling gick ettan och tvåan till finalen, medan trean och fyran fick en chans till i Andra chansen. En del förändringar gjordes inför bidragsinskickningen då man valde att inte använda sig av modellen med webbjoker det här året, utan istället lät urvalsjuryn bestämma ett sådant wildcard genom en ordinarie inskickning. Dessutom erbjöds vinnaren av Svensktoppen nästa 2012, Terese Fredenwall, en plats i festivalen. En ytterligare förändring i tävlingen blev att kvartsfinalsduellerna i Andra chansen togs bort.
You fick sedan representera Sverige, på hemmaplan, i ESC 2013 som arrangerades i Malmö den 14, 16 och 18 maj 2013.

## Tävlingsupplägg
2013 blev det tolfte året i rad där upplägget med deltävlingar på olika håll i Sverige förekom. Deltävlingarna ägde denna gång rum i Karlskrona, Göteborg, Skellefteå och Malmö. Andra chansen blev för sjunde året i rad en egen deltävling som ägde rum i Karlstad den 2 mars. Finalen hölls i Solna, första gången den fick hållas i den nybyggda Friends Arena istället för i Globen. 
I deltävlingarna utsågs vinnarna genom telefonröster från tv-tittarna, där de två bidragen med flest röster gick direkt till finalen i Friends Arena medan trean och fyran fick en chans i Andra chansen. Även i Andra chansen utsågs två vinnare genom tittarnas röster. I finalen delades antalet röster mellan tittarna och elva jurygrupper runt om i Europa, där tittarnas röster omvandlas till procentuella poäng. Proceduren med röstningsomgångar i deltävlingarna såg likadan ut som den gjorde året innan.
Likt de senaste åren försökte Sveriges Television förändra tävlingens delar något innan själva tävlingen drog igång. En större förändring var att ge plats åt två wildcards i tävlingen, som skulle representeras av allmänheten. Den ena jokern kom från Webbjokern, som Sveriges Television etablerat sedan 2010, och den andra blev vinnaren av Svensktoppen nästa 2012. Tittarnas joker (Webbjokern), döptes det här året om till Allmänhetens tävling och utsågs av Sveriges Televisions urvalsjury istället för av tittarna. Tittarna och en jury hade dock i augusti 2012 fått rösta fram vinnaren i Svensktoppen nästa-tävlingen. Av EBU-regelskäl fick dock denna vinnare skriva ett nytt bidrag till sin medverkan i Melodifestivalen. Det resterande startfältet delades i två lika halvor. Den ena halvan utsågs genom en allmän inskickning av bidrag i september 2012 och därefter en sållning av en urvalsjury, medan den andra halvan utsågs av Sveriges Television själva. En större förändring blev det för tävlingsmomentet Andra chansen, då man tog bort kvartsfinalsduellerna och gjorde själva momentet till en femte deltävling med två röstningsomgångar och därefter två semifinalsdueller.
Totalt skickades det in 2 549 bidrag (1 902 till ordinarie tävling och 647 till Allmänhetens tävling). För ordinarie tävling blev det en drastisk minskning med hela 936 bidrag jämfört med året innan och det var dessutom den lägsta inskickningssiffran på tio år. För Allmänhetens tävling blev det dock en ökning med 77 bidrag jämfört med året innan. Enligt Sveriges Television kunde minskningen till ordinarie tävling troligen berott på att skivbolagen gallrat hårdare kring sitt eget urval innan bidragen har skickats in, även om någon officiell förklaring aldrig kunde ges. Efter att bidragen skickats in började Sveriges Television omgående granska bidragen för att sedan välja ut ett mindre antal till urvalsjuryn. Denna jury fick under en kort tid välja ut sin del av startfältet (och dessutom bidraget från Allmänhetens tävling). Efter att juryarbetet var klart tog Sveriges Television över och valde ut sin del av startfältet. 
Urvalsjuryn, som tog ut den inskickningshalvan av startfältet, bestod det här året av sju män och åtta kvinnor i åldrarna 17–46 år. Martin Österdahl, som bland annat är exekutiv producent för Eurovision Song Contest 2013, var juryns ordförande. Juryn var representerad av både personer som arbetar med musik eller liknande på heltid men också av personer som har andra yrkesuppgifter, studerar eller har intresse av festivalen. Bland annat kunde man återfinna manusförfattaren och regissören för 2013 Edward af Sillén och Monica Starck, som körade bakom Loreen i Eurovision Song Contest 2012.

### Regelverk[18][19]
- Alla svenska medborgare som senast den 1 september 2012 var folkbokförda i Sverige fick skicka in bidrag till Melodifestivalen 2013. Undantaget gällde dock personer som under perioden 1 september 2012 - 30 mars 2013 hade anställning hos Sveriges Television. Icke-svenska medborgare fick skicka in bidrag till ordinarie tävling, dock i kombination med minst en svensk upphovsman.
- Bidragen skulle skickas in via Melodifestivalens hemsida och inte per post. Varje bidrag laddes upp som en ljudfil samt med tillhörande information om demoartist. Denna information gjordes dock helt dolt då Sveriges Television inte ville veta om vem eller vilka som låg bakom respektive bidrag innan urvalsjuryn hade gjort sina val klara.
- Låtar som skickades in fick inte överstiga tre minuter (dock heller ej understiga två minuter) och ej ha varit publicerade tidigare.
- Genom en så kallad ISRC-kod särskilde man nu på upphovsmän som hade haft bidrag utgivna sedan tidigare och vilka som inte hade haft det. Personer som inte hade haft det fick skicka in till Allmänhetens tävling medan de som hade haft det tidigare fick tävla i ordinarie tävling. Skickade man in ett bidrag till ordinarie tävling gällde det att minst en upphovsman per bidrag måste ha haft musik utgiven sedan tidigare (via ett musikförlag etc.) Det fanns däremot inget krav på tidigare medverkan i festivalen.
- Sveriges Television hade all rätt att besluta när tävlande bidrag skulle komma att släppas fria för utgivning etc. Utslagna bidrag i deltävlingarna fick dock publiceras fritt efter sin utslagning medan resterande bidrag för Andra chansen och finalen släpptes helt fria efter att den sista deltävlingen hade avgjorts.
- Artist(er) som sjöng på inskickade låtars demo skulle vara beredda på att få framföra bidraget i tävlingen, om Sveriges Television så önskade. Däremot var det inte självskrivet att demosångaren fick framföra bidraget i tävlingen, då Sveriges Television hade all beslutsrätt om artistvalet.
- Man fick sjunga på vilket språk man ville i tävlingen och därtill även sjunga på flera språk om man så önskade. Det här året behövde man dessutom inte meddela om man skickade in samma låt fast på olika språkversioner. En svensk översättning behövdes ej heller skickas med till bidrag som framfördes på annat språk än svenska och engelska.
- Högst åtta personer fick medverka på scenen och förinspelad körsång var tillåten. Alla huvudsånginsatser skulle dock göras live. Skulle ett bidrag med fler än sex personer på scenen och/eller ha förinspelad körsång vinna Melodifestivalen 2013 skulle bidraget göras om till Eurovisionen, på grund av EBU-regler som inte tillåter fler än sex personer på scenen och ingen förinspelad körsång.
- För att, som tävlande artist, få framföra bidraget live, var man tvungen att vara minst 16 år gammal före den 14 maj 2013. Det sattes dock ingen övre åldersgräns.
- Sveriges Television hade all rätt att när som helst diskvalificera bidrag.

### Programledare
Den 24 oktober presenterades Gina Dirawi och Danny Saucedo som programledarna för 2013 års Melodifestival. Därmed fick Dirawi uppdraget att leda programmet för andra året i rad, något som endast fem personer tidigare år har fått göra. De valda programledarna blev tillsammans de yngsta programledarna som någonsin har fått leda festivalen och de slog därmed 2001 års programledare Josefine Sundström och Henrik Olsson. Inför presentationen av programledarna sades det inte om en eller flera personer var aktuella att leda festivalen, dock att någon eller några skulle ta över stafettpinnen efter 2012 års programledare Sarah Dawn Finer, Gina Dirawi och Helena Bergström. Den 27 december 2012 meddelade Sveriges Television att Josefin Sundström skulle bli programledare för Melodifestivalens webbplats, vilket direktsänds efter varje sändning i TV. Sundström blev även delvis programledare för Andra chansen tillsammans med Gina Dirawi och Danny Saucedo utöver att hon sedan även ledde webbsändningen den lördagen.

### Återkommande artister
Fjorton artister som tävlade tidigare år återkom i tävlan det här året. 
| Artist                                         | Tidigare år (med placering) (Melodifestivalen)                                               | Tidigare år (med placering) (ESC) |
| ---------------------------------------------- | -------------------------------------------------------------------------------------------- | --------------------------------- |
| Alexander Bard                                 | 20051 (5:a DF), 20061 (2:a DF, 2:a final), 20081 (1:a DF, 3:a final), 20091 (3:a DF, 6:a AC) | –                                 |
| Caroline af Ugglas                             | 2007 (6:a DF), 2009 (3:a DF + int.jury-val, 1:a AC, 2:a final)                               | –                                 |
| Cookies 'N' Beans                              | 2009 (5:a DF)                                                                                | –                                 |
| David Lindgren                                 | 2012 (1:a DF, 4:a final)                                                                     | –                                 |
| Erik Segerstedt (Duett med Tone Damli)         | 20092 (1:a DF, 3:a final)                                                                    | –                                 |
| Hanna Hedlund (Del av Swedish House Wives)     | 2000 (8:a), 20023 (2:a DF, 9:a final)                                                        | –                                 |
| Jenny Silver (Del av Swedish House Wives)      | 2010 (8:a DF), 2011 (3:a DF, 7:a AC)                                                         | –                                 |
| Martin Rolinski                                | 20051 (5:a DF), 20061 (2:a DF, 2:a final), 20081 (1:a DF, 3:a final), 20091 (3:a DF, 6:a AC) | –                                 |
| Michael Feiner (Duett med Caisa Ahlroth)       | 20074 (7:a DF)                                                                               | –                                 |
| Pernilla Wahlgren (Del av Swedish House Wives) | 1985 (4:a), 1991 (6:a), 20035 (1:a DF, 2:a final), 2010 (3:a DF, 2:a AC, 10:a final)         | –                                 |
| Sean Banan                                     | 2012 (3:a DF, 3:a AC)                                                                        | –                                 |
| Sylvia Vrethammar                              | 19716 (6:a), 1972 (10:a), 19747 (6:a), 2002 (5:a DF)                                         | –                                 |
| Tommy Körberg (Del av Ravaillacz)              | 1969 (1:a), 19716 (7:a), 19888 (1:a)                                                         | 1969 (9:a), 1988 (12:a)           |
| Ulrik Munther                                  | 2012 (2:a DF, 3:a final)                                                                     | –                                 |

1 Åren 2005, 2006, 2008 och 2009 tävlade Martin Rolinski och Alexander Bard som en del av gruppen BWO (Bodies Without Organs).

2 2009 tävlade Erik Segerstedt i gruppen E.M.D. tillsammans med Mattias Andréasson och Danny Saucedo.

3 2002 tävlade Hanna Hedlund i duett med sin syster Lina Hedlund.

4 2007 ingick Michael Feiner i gruppen The Attic som tävlade tillsammans med Therese Grankvist.

5 2003 tävlade Pernilla Wahlgren i duett med Jan Johansen.

6 1971 hade man infört semifinaler där två soloartister (Sylvia Vrethammar respektive Tommy Körberg) samt gruppen Family Four fick tävla under fem veckor med fem bidrag vardera. Fem vinnarbidrag tog sig till finalen. Ingen av dessa bidrag tillhörde vare sig Vrethammar eller Körberg.

7 1974 tävlade Sylvia Vrethammar i duett med Göran Fristorp.

8 I och med Tommy Körbergs seger 1988 blev han den tredje artisten som vunnit Melodifestivalen två gånger. Först ut var Björn Skifs (1978 och 1981) och därefter Kikki Danielsson (1982 (med gruppen Chips) och 1985).

### Övrigt

#### Livekänsla
I samband med att Sveriges Television meddelade att Sveriges bidrag till Eurovision Song Contest 2013 skulle väljas via Melodifestivalens deltävlingar, Andra chans och final, meddelades det även att den livekänsla som man hade haft under 2012 skulle behållas till 2013. Då biljettsläppet ägde rum i oktober 2012 presenterades också arenaskisser för hur scenen och Green room skulle komma att stå i förhållande till publiken. Den catwalk som användes året innan behölls det här året, dock gjordes den längre mot året innan. Finalen i Friends Arena tog in cirka 28 000 personer, gjorde den till den publikmät största finalen i festivalens historia.
Den 22 januari 2013 presenterade Sveriges Television skisserna för hur scenen skulle se ut. För sjätte året i rad blev det scenografen Viktor Brattström, det här året dock i samarbete med scenografen Frida Arvidsson, som skapade scenografin till Melodifestivalen. Denna duo har även skapat scenen för Eurovision Song Contest samma år.

#### Personer bakom upplägget
För andra året i rad blev Christer Björkman programmets producent (2002-11 var han tävlingsproducent för programmet), samtidigt som han även är showproducent för Eurovision Song Contest 2013. Musikmanagern Anders Johansson arbetade för andra året i rad som agent för Melodifestivalens redaktion under sommaren och den tidiga hösten, fram till sista inskickningsdagen, med uppdrag att hitta starka artister och tävlingsbidrag. Edward af Sillén blev programmets manusförfattare, redaktör och regissör medan Daniela Ahlén blev ansvarig för programmets form. Rennie Mirro blev det här året programmets bidragsproducent, som även deltog i en av deltävlingarnas mellanakter.

#### Huskören och husdansarna återvänder
Det här året återinförde Sveriges Television huskören igen, då man under föregående år bara använde den vid en deltävling. Att man återtog kören var att fler artister ville använda sig av den. Utöver huskören hade även Sveriges Television tillgång till en grupp dansare till förfogan. Huskören och dansarna bestod av Anna Nilsson, Daniel Gill, Eva Kavenstrand, Jessica Klingberg, Martin Redhe Nord och Thomas Benstem.

#### Borttaget bidrag med igen
Bidraget ”Porslin”, som togs ur tävlan föregående år av artistskäl, presenterades det här året som ett av de trettiotvå tävlingsbidragen. En liknande situation inträffade 1994-95 då Tommy Nilsson vägrade ställa upp i tävlingen trots att han hade sjungit på ett bidrags demo år 1994. Bidraget blev då diskvalificerat men fick tävla året därpå eftersom upphovsmännen hade blivit specialinbjudna av Sveriges Television. Det blev dock aldrig känt om ”Porslin” togs ut via det nationella inskicket eller om det var Sveriges Televisions val.

## Datum och händelser

### Melodifestivalens turnéplan 2013[37]
- Lördag 2 februari 2013 - Deltävling 1, Telenor Arena, Karlskrona
- Lördag 9 februari 2013 - Deltävling 2, Scandinavium, Göteborg
- Lördag 16 februari 2013 - Deltävling 3, Skellefteå Kraft Arena, Skellefteå
- Lördag 23 februari 2013 - Deltävling 4, Malmö Arena, Malmö
- Lördag 2 mars 2013 - Andra chansen, Löfbergs Lila Arena, Karlstad
- Lördag 9 mars 2013 - Final, Friends Arena, Solna

### Inför Melodifestivalen
- Den 24 februari 2012 meddelade Sveriges Television att man skulle erbjuda vinnaren av Svensktoppen nästa 2012 en plats i festivalen 2013.[25] Därmed bekräftade också Sveriges Television att man skulle skicka ett bidrag, genom Melodifestivalen, till nästkommande års Eurovision Song Contest.
- Den 26 mars 2012 meddelade Sveriges Television att Melodifestivalsfinalen 2013 skulle komma att avgöras i den nybyggda Friends Arena i Solna.
- Den 26 maj 2012 vann Sverige Eurovision Song Contest 2012 och blev därmed värdland till 2013 års Eurovision Song Contest.
- Den 11 juni 2012 bekräftade Sveriges Television att man tog in artistmanagern Anders Johansson som agent/tävlingsproducent för att hitta artister till tävlingen, samtidigt som Christer Björkman skulle fortsätta som producent även för 2013 års festival.[33]
- Den 25 juni 2012 bekräftade Sveriges Television att upplägget med deltävlingar, Andra chansen och final fortsätter även till det här året samt meddelade reglerna för inskickning av bidrag.[18][19]
- Den 8 juli 2012 presenterade Sveriges Television Malmö som värdstad för Eurovision Song Contest 2013.[22]
- Den 26 augusti 2012 presenterades den första artisten till Melodifestivalen 2013, då vinnaren av Svensktoppen nästa 2012 korades.[38]
- Den 3 september 2012 öppnade Sveriges Television inskickningen av bidrag till både ordinarie tävling och till Allmänhetens tävling.
- Den 11 september 2012 presenterade Sveriges Television de arrangörsorter som skulle besökas under Melodifestivalen 2013, däribland ESC-staden Malmö.[37]
- Senast den 18 september 2012 kl. 08.59.59 skulle bidragen till tävlingen vara inskickade till tävlingen. Datumet flyttades fram en dag, från den 17 september kl. 23.59.59,[33] på grund av tekniska problem på Melodifestivalens uppladdningshemsidor.[39] Totalt registrerades 2 549 bidrag (1 902 till ordinarie tävling och 647 till Allmänhetens tävling), en minskning med 936 bidrag till ordinarie tävling men samtidigt en ökning med 77 bidrag till Allmänhetens tävling, jämfört med året innan.[26]
- Den 17 oktober 2012 presenterade Sveriges Television bidraget ”Island” som vinnarbidraget av Allmänhetens tävling.[40]
- Den 19 oktober 2012 presenterade Sveriges Television bidraget ”Breaking the Silence”, som Terese Fredenwall, som vann Svensktoppen nästa 2012 och därmed en plats i 2013 års Melodifestival, ska tävla med i festivalen.[24]
- Den 24 oktober 2012 presenterade Sveriges Television programledarna för Melodifestivalen 2013.[1][28]
- Den 25 oktober 2012 släpptes biljetterna till deltävlingarna, Andra chansen och finalen. Biljetter släpptes till både direktsändningarna men också varje evenemangs två genrep.[41][42] Redan denna dag tog merparten av biljetterna slut, även om både Sveriges Television och Live Nation (som samproducerar det hela) meddelade att det finns platser kvar att få. I samband med biljettsläppet presenterades också arenaskisser för hur scenen och green room kommer att stå i förhållande till publiken.[30]
- Den 19 november 2012 presenterades de bidrag med tillhörande artister som skulle komma att tävla i den första och andra deltävlingen.[35][43][44]
- Den 26 november 2012 presenterades de bidrag med tillhörande artister som ska tävla i den tredje och fjärde deltävlingen.[44][45]
- Den 29 november 2012 presenterades vilka personer som suttit i urvalsjuryn.[27]
- Den 12 december 2012 presenterade Sveriges Television Andra chansens nya upplägg.[20]
- Den 13 december 2012 meddelade Sveriges Television att två av de medverkande grupperna i festivalen valt sina gruppnamn som vid bidragspresentationerna då inte var klarlagda.[46]
- Den 17 december 2012 sändes årskrönikan för 2012 års Melodifestival.
- Den 27 december 2012 meddelade Sveriges Television att Josefin Sundström kommer att bli programledare för Melodifestivalens webbplats.[2]
- Den 3 januari 2013 presenterades startordningen för deltävlingarna.[47]
- Den 3 januari 2013 presenterades ytterligare förändringar för Andra chansen.[48]
- Den 10 januari 2013 presenterades upplägget för deltävlingarna, Andra chansen och finalen.[49]
- Den 22 januari 2013 presenterades hur scenen ser ut samt hur artisterna tar sig upp på den.[31]

### Under Melodifestivalen

#### Händelser i deltävlingarna
Under sändningen i den första deltävlingen inträffade två missar i tekniken. Den första gången hade man från Sveriges Televisions håll problem med att visa den första snabbgenomgången korrekt. Efter tre visade nummer och upprepande problem valde man att avbryta snabbgenomgången och sedan ta om den från början igen. Sedan när resultatet av den första omgången skulle redovisas inträffade även där ett misstag, då man råkade visa den sista kvalificerade artisten, i det här fallet Yohio, i förväg samtidigt som programledaren Gina Dirawi ropade upp vilka fyra som var kvar att tävla om den platsen. Enligt Sveriges Television berodde felet på en dator som strulade under sändningen.
Den röst som, innan varje bidrag börjar framföras på scenen, presenterar låttitel och artist glömde i den fjärde deltävlingen bort att presentera det andra bidraget. Det kom dock aldrig fram vad som hade ställt till det den gången.

### Efter Melodifestivalen
- Den 10 mars 2013 sändes det så kallade ”Dagen efter”‐programmet, där man fick se bakom kulissernamaterial och dessutom en inblick i vad som hände vinnaren av finalen efter sändningen.
- Den 12 mars 2013 släppte Sveriges Television alla röstningssiffror från deltävlingarna, Andra chansen och finalen. Siffrorna hade hemlighållits eftersom man inte ville påverka tittarna och juryn i vem som fått flest respektive minst antal röster före Andra chansen och finalen.[52]
- Mellan den 6 och 12 maj 2013 repeterar alla länder som tävlar i Eurovision Song Contest.
- Den 14 maj 2013 sändes den första semifinalen av Eurovision Song Contest. I denna semifinal fick Sverige vara med och rösta.
- Den 16 maj 2013 sändes den andra semifinalen av Eurovision Song Contest.
- Den 18 maj 2013 sändes finalen av Eurovision Song Contest där vinnarlandet koras. Sverige med landskonstellationen The Big Five var sedan tidigare kvalificerade till finalen. I finalen korades Danmark till vinnare. Sverige slutade på fjortonde plats.

## Jokrar
Till år 2013 valde Sveriges Television att bereda två platser i startfältet åt jokrar. Den ena jokern kom från den etablerade allmänna tävlingen Webbjokern, som döptes om till Allmänhetens tävling, och den andra jokern blev vinnaren av Svensktoppen nästa 2012. Ingen av jokrarna lyckades ta sig vidare i tävlan från sina respektive deltävlingar.

### Svensktoppen nästa 2012

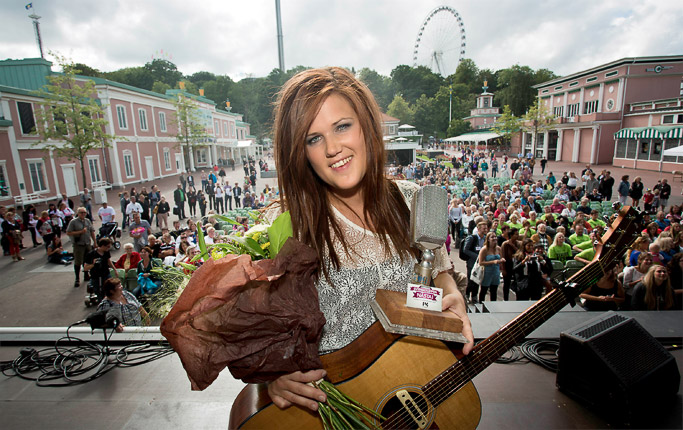
Terese Fredenwall (Vinnaren av Svensktoppen Nästa 2012)

Under pågående Melodifestival för 2012 meddelade Sveriges Television att man skulle ge plats för en joker i denna Melodifestival, för en artist som skulle komma från Svensktoppen nästa 2012. Vinnaren av tävlingen kommer att få en chans att tävla med ett bidrag i en av de fyra deltävlingarna våren 2013. Vinnaren presenterades i en direktsändning i Sveriges Radio P4 den 26 augusti 2012. På grund av att tävlingen arrangerats före den 1 september 2012 får inte vinnaren tävla med sitt Svensktoppen nästavinnarbidrag i Melodifestivalen. Detta är för att EBU-reglerna säger att inget bidrag får vara publicerat för allmän lyssning och spridning före den 1 september. Svensktoppen nästa-vinnaren skulle därför få ett bidrag från ordinarie tävlingsinskick, alternativt att vinnaren skrev ett nytt eget bidrag. Slutgiltig vinnare blev 25-åriga Terese Fredenwall från Stockholm. Den 19 oktober presenterade Sveriges Television att Terese Fredenwall kommer att tävla med bidraget ”Breaking the Silence”, som hon skrivit text och musik till, tillsammans med Simon Petrén.
Totalt skickades det in 945 bidrag till hela tävlingen (i alla P4-distrikt).

#### Om tävlingen[55]
Svensktoppen nästa är en tävling som är öppen för alla, både oetablerade och etablerade låtskrivare och artister över hela Sverige. Meningen med tävlingen är att hitta nya artister och nyskriven musik för framtiden. Runt om i Sveriges Radios alla tjugofem stycken Radio P4-distrikt arrangeras lokala tävlingar för att hitta varje lokal vinnare. När alla distrikt valt sin vinnare, vilket de får göra på vilket sätt de vill, väljer en jury ut åtta bidrag som får tävla i en stor final, som vanligtvis hålls i augusti. Under själva finalen är det upp till en ny jury och publiken på plats att välja ut vinnaren. Den som vinner får sedan sin låt spelad i radio och en chans att ta sig in på Svensktoppen. Det händer också att några av de övriga finalisterna testas på Svensktoppen och kommer in där också.

##### Tävlingsregler[56]
- Tävlingen skedde endast i Sveriges Radio P4.
- En jury bestående av personer som arbetar inom musikbranschen samt på Sveriges Radios musikredaktioner valde ut de åtta finalisterna. I den juryn ingick bland andra Melodifestivalens producent Christer Björkman.
- Jurygrupperna i de lokala deltävlingarna/finalerna bestod också av personer från Sveriges Radios musikredaktioner.
- Endast personer som var folkbokförda i Sverige kunde deltaga i tävlingen, dock med undantag för personer som arbetade på Sveriges Radio under perioden 1 januari - 30 september 2012.
- Bidragen skickades till det lokala P4-distriktet som valde ut varje distrikts tävlingsbidrag.
- Ett tävlingsbidrag fick vara max fyra minuter lång och var tvunget att vara nyskrivet samt tidigare ej publicerat eller framfört för allmänheten före den 1 januari 2012. Bidragen fick ej heller ha varit utgivet för kommersiell försäljning.
- Högst åtta personer fick medverka på scenen när bidraget framfördes och alla artister som sjöng måste ha vara minst 16 år för att få vara med.
- Man fick sjunga på vilket språk man ville även om man sedan inte kunde ändra språkval under tävlingens gång.
- Ingen tävlande artist fick använda sin medverkan i tävlingen på något sätt i kommersiella sammanhang.
- Sveriges Radio hade all rätt att när som helst diskvalificera bidrag.

#### Datum och händelser
- Mellan den 27 februari och 1 april 2012 kunde man skicka in bidrag till tävlingen.[55]
- Mellan den 2 april och 10 augusti 2012 ägde de lokala deltävlingarna rum.[57]
- Den 6 augusti 2012 meddelade Sveriges Radio att Lasse Kronér och Annika Jankell skulle bli programledare för finalen.[58]
- Den 10 augusti 2012 valde juryn ut de åtta finalisterna.
- Den 12 augusti 2012 presenterades finalisterna.[59]
- Den 26 augusti 2012 hölls finalen och vinnaren korades.[38]

#### Resultat

##### Grundomgången
Grundomgången pågick i de lokala P4-distrikten från maj till början av augusti 2012. Varje distrikt valde självt ut vilken metod man ville använda sig av för att välja ut sin vinnare såsom en lokal final till internval. Alla som sedan vann hade en chans att få en finalplats, även om bara åtta stycken av de totalt tjugofem kunde gå till finalen. Nedan redovisas de tjugofem vinnarbidragen i bokstavsordning efter respektive P4-distrikt. Bidrag med beige bakgrund tog sig till finalen.
| Artist             | Låt                         | P4-distrikt       |
| ------------------ | --------------------------- | ----------------- |
| Lentons            | 4 i 12                      | P4 Östergötland   |
| Tony Malmberg      | A New Age Begun             | P4 Skaraborg      |
| Adam Sagström      | Alla broar jag bränt        | P4 Gävleborg      |
| Rille              | Anjulie                     | P4 Sörmland       |
| Erica Skogen       | Bittertanten                | P4 Jämtland       |
| Steven North       | Die and Revive              | P4 Västernorrland |
| Terese Fredenwall  | Drop the Fight              | P4 Stockholm      |
| Chris Michols      | From the Start              | P4 Uppland        |
| Andreas Lindh      | Hands over Fire             | P4 Halland        |
| Tezza Ericsson     | I Wanna Go                  | P4 Göteborg       |
| Henning Hallqvist  | I'm a Lover (Not a Fighter) | P4 Kristianstad   |
| Clara Klingenström | It Makes Me Crazy           | P4 Gotland        |
| Johanna Lillvik    | It Was a Day                | P4 Sjuhärad       |
| J Bond             | Jag säger ingenting         | P4 Dalarna        |
| Calle Nilsson      | Minnen från igår            | P4 Jönköping      |
| Lisa Karlsson      | Om du kommer hem            | P4 Kalmar         |
| Elvira Fisk        | Real Life Fairytale         | P4 Västmanland    |
| Sofi Lind          | Rewind                      | P4 Västerbotten   |
| David Myhr         | Take Me Back                | P4 Norrbotten     |
| HMS Leoson         | The Nest                    | P4 Kronoberg      |
| Sofia Geidvik      | The Number One              | P4 Väst           |
| Moa Gagnert        | Vad som än sker             | P4 Örebro         |
| Vapenbröder        | Vapenbröder                 | P4 Blekinge       |
| Sefyr              | Ängel vid min sida          | P4 Malmöhus       |
| Matiling           | You're Everything           | P4 Värmland       |

##### Finalen
Finalen ägde rum på nöjesfältet Liseberg i Göteborg söndagen den 26 augusti 2012. Finalen direktsändes på Sveriges Radio P4 samt på Sveriges Radios hemsida med Lasse Kronér och Annika Jankell som programledare. Inför finalen hade en jury bestående av personer som arbetar inom musikbranschen (samt även Christer Björkman från Melodifestivalen) valt ut de totalt åtta finalisterna av de tjugofem vinnarna ovan.
Finalen avgjordes i två omgångar. I den första omgången framfördes de åtta bidragen samtidigt som en telefonomröstning var öppen. Under tiden som bidragen framfördes röstade även en jury i en sluten omröstning. Efter att alla bidragen hade framförts stängdes slussarna och man räknade resultaten. Telefonrösterna slogs sedan samman med juryns röster som gav en totalpoäng. De två bidragen som fått högst totalpoäng gick vidare till den andra omgången, övriga slutade oplacerade. De tidigare rösterna nollställdes och ny telefonröstning mellan de två högst placerade bidragen påbörjades. Den som efter andra röstningsomgången fått flest röster vann. Nedan redovisas de tävlande finalbidragen i startordningen.
| Nr | Artist             | Låt                  | Upphovsmän (text och musik)                 | Placering |
| -- | ------------------ | -------------------- | ------------------------------------------- | --------- |
| 1  | Vapenbröder        | Vapenbröder          | Sebastian Olsson Lundh, Rasmus Degerskär    | 2         |
| 2  | Tezza Ericsson     | I wanna go           | Tezza Ericsson, Peter Wiberg                | oplacerad |
| 3  | Chris Michols      | From The Start       | Chris Michols                               | oplacerad |
| 4  | Adam Sagström      | Alla broar jag bränt | Adam Sagström                               | oplacerad |
| 5  | Elvira Fisk        | Real life fairytalem | Kurre Westling, Herbert Trus, Thelma Lebert | oplacerad |
| 6  | Calle Nilsson      | Minnen från igår     | Kalle Nilsson                               | oplacerad |
| 7  | Clara Klingenström | It makes me crazy    | Clara Klingenström                          | oplacerad |
| 8  | Terese Fredenwall  | Drop the fight       | Terese Fredenwall                           | 1         |

### Allmänhetens tävling
Mellan åren 2010-2012 valde Sveriges Television att särskilja mellan de upphovsmän som hade haft musik utgiven sedan tidigare (på musikförlag etc.) och de som ej hade haft det, genom tävlingsmomentet Webbjokern. Det gick ut på att de personer som då ej hade haft musik utgiven sedan tidigare fick, om de ville, skicka in bidrag till det momentet varpå de lades ut på Melodifestivalens hemsida för allmän tittarröstning. Det bidraget som sedan fick flest totalröster blev också tittarnas wildcard. 
Till det här årets festival beslutade sig Sveriges Television för att slopa/pausa webbjokern, men att däremot använda sig av dess grund. Istället för att tittarna skulle få bestämma vilket bidrag som skulle vinna momentet, var det istället den urvalsjury, som beslutade ordinarie tävlings ena hälft, som röstade fram det bidraget. Totalt inkom det 647 bidrag till Allmänhetens tävling, vilket blev en ökning med 77 bidrag jämfört med året innan.

#### Allmänhetens tävlingsregler[18]
- Alla bidrag var tvungna att för det första följa ordinarie tävlingsinskickningsregler för Melodifestivalens bidrag.
- Upphovsmän som skickade in bidrag fick inte ha haft musikaliska verk utgivna sedan tidigare. Med detta menades att upphovsmännen fick ha haft musikaliska verk utgivna sedan tidigare, men enbart om de inte hade gått via förlag, skivbolag eller liknande så att de utgivna musikaliska verken blivit kommersiella. Regeln gällde dock inte upphovsmän som efter den 1 oktober 2012 eventuellt kommersialiserar sig. Dock har dessa personer ingen rätt att tävla i Allmänhetens tävling senare år.
- Sveriges Television hade rätt att neka bidrag att vara med om ljudfilen hade för dålig ljudkvalité.
- Sveriges Television hade rätt att neka bidrag att vara med, om innehållet anses stötande eller bryta mot ordinarie tävlingsregler.

#### Resultat
Den 17 oktober 2012 presenterade Sveriges Television bidraget ”Island” med text och musik av Elin Petersson vunnit Allmänhetens tävling och som därmed kommer att bli allmänhetens bidrag i Melodifestivalen 2013. Övriga bidrag som juryn hade som favoriter var (efter resultatordning):
| Plats | Artist         | Låt                     | Upphovsmän (text & musik) | Uppladdnings- nummer |
| ----- | -------------- | ----------------------- | ------------------------- | -------------------- |
| 1     | Elin Petersson | Island                  | Elin Petersson (tm)       | 0283600001           |
| 2     | i.u.           | A Game Called Reality   | i.u.                      | 0298300002           |
| 3     | i.u.           | Today                   | i.u.                      | 0225300001           |
| 4     | i.u.           | Déjà Vu                 | i.u.                      | 0219400003           |
| 5     | i.u.           | Ding i da               | i.u.                      | 0231000003           |
| Resv. | i.u.           | Nah Nah                 | i.u.                      | 0275600003           |
| Resv. | i.u.           | You Make Me Whole Again | i.u.                      | 0256500001           |
| Resv. | i.u.           | Stick Up For Me         | i.u.                      | 0248600003           |
| Resv. | i.u.           | Gick bara fint          | i.u.                      | 0221000030           |
| Resv. | i.u.           | Because of you          | i.u.                      | 0256700003           |
| Resv. | i.u.           | Still A Fighter         | i.u.                      | 0225300002           |
| Resv. | i.u.           | Inget stoppar mig nu    | i.u.                      | 0220100002           |
| Resv. | i.u.           | Älskar dig för det      | i.u.                      | 0218400006           |

#### Efter Allmänhetens tävling
Demoartisten till vinnarbidraget ”Island”, Elin Petersson, fick en förfrågan av Melodifestivalens producent Christer Björkman att även få själv framföra låten i en av de fyra deltävlingarna. Från början var det dock inte sagt om det skulle bli så eller ej, men vid den andra bidragspresentationen meddelades det att hon skulle framföra bidraget i den tredje deltävlingen. Där slutade bidraget på åttonde och sista plats.

## Deltävlingarna
Deltävlingarna hölls detta år i Karlskrona, Göteborg, Skellefteå och Malmö.
Presentationerna av de 32 bidragen med tillhörande artister gjordes vid två presskonferenser, vilka hölls den 19:e respektive 26 november 2012. Därmed frångick Sveriges Television systemet från tidigare år med att presesentera bidragen vid ett tillfälle och artisterna vid ett annat tillfälle.De två jokerbidragen hade dock presenterats en månad tidigare. Sveriges Television hade då inte sagt i vilken deltävling vart och ett av de två bidragen skulle tävla i. Två av bidragen presenterades med grupptillhörighet, dock utan att några gruppnamn hade skrivits in. Dessa två grupper kom att få sina gruppnamn tilldelade i mitten av december samma år. Vid presentationen sades det inte vem av respektive upphovsmän som gjort text respektive musik. Detta avslöjades först när bidragen framfördes i direktsändningarna. 
Inför varje deltävling valde Sveriges Television att låta tittarna få en större insyn i varje bidrags uppställning. Redan under den tidiga veckan fick tittarna tillgång till varje bidrags låttext samt scenskisser på hur artisten/gruppen skulle stå på scenen. För sjunde året i rad erbjöds tittarna också varje torsdag 60-sekundersklipp av deltävlingens respektive åtta bidrag, och på lördagarna en större del av varje bidrag. Dessa klipp togs efter sändningen bort dock lades sedan bidragen som slagits ut från tävlan ut igen och då även med liveklipp och bidragen i helhetsversioner. Efter att den fjärde deltävlingen hade avgjorts publicerades samtliga bidrag igen av Sveriges Television.
Precis som tidigare år med deltävlingsupplägget tävlade åtta bidrag i varje deltävling och systemet kring röstningen var likadant som det hade varit året innan. Först spelades samtliga bidrag upp samtidigt som tittarna fick telefon- och SMS-rösta. Efter en snabbrepris stängdes slussarna, rösterna räknades och de fem bidragen med flest röster gick vidare till en andra röstningsomgång. Därefter startades slussarna upp igen och samtidigt som en längre snabbrepris av låtarna visades kunde tittarna återigen rösta via telefon och SMS. Efter denna snabbrepris stängdes slussarna och rösterna räknades. När omgången var avslutad slogs rösterna i bägge omgångarna ihop. De två bidragen som totalt sett fått flest röster gick därmed till finalen, medan de bidrag som fått tredje och fjärde flest röster gick till Andra chansen. Totalfemman slogs ut likt sexan, sjuan och åttan hade gjort tidigare. Samtliga röstningssiffror redovisades först efter att festivalen hade avslutats, då Sveriges Television inte ville påverka röstningen i Andra chansen och i finalen. Dessa siffror släpptes den 12 mars.
Vid röstningen fanns det likt tidigare år två röstningsnummer att välja på: ett billigt (3:60 kr per samtal/SMS) och ett lite dyrare nummer (9:90 kr per samtal/SMS). Det lite dyrare numret skänkte 8:50 kr (samtal) eller 8:90 kr (SMS) till Radiohjälpen.

### Deltävling 1: Karlskrona
Deltävlingen sändes från Telenor Arena i Karlskrona den 2 februari 2013.
 Bidragen presenteras i startordningen.
| Nr | Artist                 | Låt                          | Text (t) & Musik (m)                                                                         | Röster Omgång 1 | Röster Omgång 2 | Total- röster | Placering | Anmärkning    |
| -- | ---------------------- | ---------------------------- | -------------------------------------------------------------------------------------------- | --------------- | --------------- | ------------- | --------- | ------------- |
| 1  | David Lindgren         | Skyline                      | Fernando Fuentes (tm), Henrik Nordenback (tm), Christian Fast (tm)                           | 37 392          | 28 724          | 66 116        | 2         | Till final    |
| 2  | Cookies 'N' Beans      | Burning Flags                | Fredrik Kempe (tm)                                                                           | 16 246          | 14 193          | 30 439        | 3         | Andra chansen |
| 3  | Jay-Jay Johanson       | Paris                        | Jay-Jay Johanson (tm)                                                                        | 5 526           | —               | 5 526         | 8         | Utslagen      |
| 4  | Mary N'diaye           | Gosa                         | Johan Åsgärde (tm), Mattias Frändå (tm), Mary N'diaye (tm)                                   | 12 997          | 10 439          | 23 436        | 5         | Utslagen      |
| 5  | Eric Gadd              | Vi kommer aldrig att förlora | Eric Gadd (tm), Thomas Stenström (tm), Jacob Olofsson (tm)                                   | 12 881          | 14 047          | 26 928        | 4         | Andra chansen |
| 6  | Yohio                  | Heartbreak Hotel             | Johan Fransson (tm), Tobias Lundgren (tm), Tim Larsson (tm), Henrik Göranson (tm), Yohio (t) | 76 905          | 78 211          | 155 116       | 1         | Till final    |
| 7  | Anna Järvinen          | Porslin                      | Björn Olsson (m), Martin Elisson (t)                                                         | 8 689           | —               | 8 689         | 7         | Utslagen      |
| 8  | Michael Feiner & Caisa | We're Still Kids             | Michael Feiner (tm), Caisa Ahlroth (tm)                                                      | 12 098          | —               | 12 098        | 6         | Utslagen      |

- Telefon- och SMS-röster: 329 695 röster.[62]
- Till Radiohjälpen: 687 178 kronor.[62]
- TV-tittare: 3 564 000 tittare (nytt rekord för första deltävlingen).[63][64]

### Deltävling 2: Göteborg
Deltävlingen sändes från Scandinavium i Göteborg den 9 februari 2013.
 Bidragen presenteras i startordningen.
| Nr | Artist                           | Låt                                  | Text (t) & Musik (m)                                                                        | Röster Omgång 1 | Röster Omgång 2 | Total- röster | Placering | Anmärkning    |
| -- | -------------------------------- | ------------------------------------ | ------------------------------------------------------------------------------------------- | --------------- | --------------- | ------------- | --------- | ------------- |
| 1  | Anton Ewald                      | Begging                              | Fredrik Kempe (tm), Anton Hård af Segerstad (tm)                                            | 33 467          | 37 049          | 70 516        | 3         | Andra chansen |
| 2  | Felicia Olsson                   | Make Me No 1                         | Henrik Wikström (tm), Ingela ”Pling” Forsman (tm), Amir Aly (tm), Maria Haukaas Mittet (tm) | 19 559          | 35 490          | 55 049        | 5         | Utslagen      |
| 3  | Joacim Cans                      | Annelie                              | Joacim Cans (tm)                                                                            | 7 069           | —               | 7 069         | 8         | Utslagen      |
| 4  | Swedish House Wives              | On Top of the World                  | Peter Boström (tm), Thomas G:son (tm)                                                       | 17 172          | —               | 17 172        | 6         | Utslagen      |
| 5  | Erik Segerstedt & Tone Damli     | Hello Goodbye                        | Robin Fredriksson (tm), Mattias Larsson (tm), Måns Zelmerlöw (tm)                           | 30 295          | 40 107          | 70 402        | 4         | Andra chansen |
| 6  | Louise Hoffsten                  | Only the Dead Fish Follow The Stream | Louise Hoffsten (tm), Sandra Bjurman (tm), Stefan Örn (tm)                                  | 33 074          | 50 947          | 84 021        | 2         | Till final    |
| 7  | Rikard Wolff feat. Sara Isaksson | En förlorad sommar                   | Tomas Andersson Wij (tm)                                                                    | 7 785           | —               | 7 785         | 7         | Utslagen      |
| 8  | Sean Banan                       | Copacabanana                         | Ola Lindholm (tm), Sean Samadi (Sean Banan) (tm), Hans Blomberg (tm), Joakim Larsson (tm)   | 79 428          | 64 314          | 143 742       | 1         | Till final    |

- Telefon- och SMS-röster: 458 516 röster.[65]
- Till Radiohjälpen: 931 946 kronor.[65]
- TV-tittare: 3 670 000 tittare[63] (nytt rekord för en deltävling)[66]

### Deltävling 3: Skellefteå
Deltävlingen sändes från Skellefteå Kraft Arena i Skellefteå den 16 februari 2013.
 Bidragen presenteras i startordningen.
| Nr | Artist             | Låt                      | Text (t) & Musik (m)                                                                | Röster Omgång 1 | Röster Omgång 2 | Total- röster | Placering | Anmärkning         |
| -- | ------------------ | ------------------------ | ----------------------------------------------------------------------------------- | --------------- | --------------- | ------------- | --------- | ------------------ |
| 1  | Eddie Razaz        | Alibi                    | Thomas G:son (tm), Peter Boström (tm)                                               | 19 476          | —               | 19 476        | 6         | Utslagen           |
| 2  | Elin Petersson     | Island                   | Elin Petersson (tm)                                                                 | 7 494           | —               | 7 494         | 8         | Utslagen Webbjoker |
| 3  | Ravaillacz         | En riktig jävla schlager | Kjell Jennstig (tm), Leif Goldkuhl (tm), Henrik Dorsin (tm)                         | 53 275          | 57 980          | 111 255       | 1         | Till final         |
| 4  | Amanda Fondell     | Dumb                     | Freja Blomberg (tm), Fredrik Samsson (tm)                                           | 18 488          | —               | 18 488        | 7         | Utslagen           |
| 5  | Martin Rolinski    | In And out of Love       | Thomas G:son (tm), Andreas Rickstrand (tm), Martin Rolinski (tm)                    | 29 246          | 41 780          | 71 026        | 3         | Andra chansen      |
| 6  | Caroline af Ugglas | Hon har inte             | Caroline af Ugglas (tm), Heinz Liljedahl (tm)                                       | 29 450          | 29 144          | 58 594        | 4         | Andra chansen      |
| 7  | State of Drama     | Falling                  | Göran Werner (tm), Sebastian Hallifax (tm), Emil Gullhamn (tm), James Hallifax (tm) | 40 803          | 39 256          | 80 059        | 2         | Till final         |
| 8  | Janet Leon         | Heartstrings             | Fredrik Kempe (tm), Anton Hård af Segerstad (tm)                                    | 22 348          | 27 903          | 50 251        | 5         | Utslagen           |

- Telefon- och SMS-röster: 419 319 röster.[67]
- Till Radiohjälpen: 761 626 kronor.[67]
- TV-tittare: 3 490 000 tittare (rekord för tredje deltävlingen).[63][68]

### Deltävling 4: Malmö
Deltävlingen sändes från Malmö Arena i Malmö den 23 februari 2013.
 Bidragen presenteras i startordningen.
| Nr | Artist                                        | Låt                     | Text (t) & Musik (m)                                                                              | Röster Omgång 1 | Röster Omgång 2 | Total- röster | Placering | Anmärkning     |
| -- | --------------------------------------------- | ----------------------- | ------------------------------------------------------------------------------------------------- | --------------- | --------------- | ------------- | --------- | -------------- |
| 1  | Army of Lovers                                | Rockin’ the Ride        | Alexander Bard (tm), Henrik Wikström (tm), Per QX (tm), Andreas Öhrn (tm), Jean-Pierre Barda (tm) | 16 867          | —               | 16 867        | 6         | Utslagen       |
| 2  | Lucia Piñera                                  | Must Be Love            | Peter Kvint (tm), Jonas Myrin (tm)                                                                | 9 219           | —               | 9 219         | 8         | Utslagen       |
| 3  | Robin Stjernberg                              | You                     | Robin Stjernberg (tm), Linnea Deb (tm), Joy Deb (tm), Joakim Harestad Haukaas (tm)                | 34 562          | 43 204          | 77 766        | 3         | Andra chansen  |
| 4  | Sylvia Vrethammar                             | Trivialitet             | Thomas G:son (tm), Calle Kindbom (tm), Mats Tärnfors (tm)                                         | 13 609          | —               | 13 609        | 7         | Utslagen       |
| 5  | Ralf Gyllenhammar                             | Bed on Fire             | Ralf Gyllenhammar (tm), David Wilhelmsson (tm)                                                    | 43 609          | 49 616          | 93 225        | 2         | Till final     |
| 6  | Behrang Miri feat. Loulou Lamotte & Oscar Zia | Jalla Dansa Sawa        | Behrang Miri (tm), Anderz Wrethov (tm), Firas Razak Tuma (tm), Tacfarinas Yamoun (tm)             | 31 761          | 38 459          | 70 220        | 4         | Andra chansen  |
| 7  | Terese Fredenwall                             | Breaking the Silence    | Terese Fredenwall (tm), Simon Petrén (m)                                                          | 25 163          | 32 329          | 57 492        | 5         | Utslagen Joker |
| 8  | Ulrik Munther                                 | Tell the World I'm Here | Thomas G:son (tm), Peter Boström (tm), Ulrik Munther (tm)                                         | 70 204          | 58 160          | 128 364       | 1         | Till final     |

- Telefon- och SMS-röster: 469 106 röster.[69]
- Till Radiohjälpen: 817 429 kronor.[69]
- TV-tittare: 3 501 000 tittare.[63]

## Andra chansen: Karlstad
Andra chansen sändes från Löfbergs Arena i Karlstad, lördagen den 2 mars 2013. 
För sjunde året i rad tog momentet plats i en arena och för sjunde gången fick de treor och fyror från deltävlingarna som gick vidare hit framföra sina bidrag live. Mellan åren 2002-06 framfördes endast bandade inslag från deltävlingarna. Precis som tidigare år stod de två sista finalplatserna på spel.
Sveriges Television valde på förhand att förändra Andra chansen helt och hållet så att momentet istället liknade en deltävling likt deltävlingsystemet 2009. Från början framfördes de åtta bidragen samtidigt som tittarna kunde telefon- och SMS-rösta. När alla bidragen hade framförts visades en snabbgenomgång varpå slussarna stängdes och rösterna räknades. De fem bidragen som vid detta tillfälle hade fått flest röster gick vidare i tävlan, medan sexan, sjuan och åttan slogs ut. Därefter påbörjades en ny röstningsomgång bland de fem bidragen som återstod, dock utan att nollställa deras tidigare röster från föregående omgång. Bidragen spelades dock bara upp i en snabbrepris samtidigt som tittarna återigen telefon- och SMS-röstade. När röstningen för den andra omgången var avslutad slogs rösterna för de fem bidragen samman med de som varit i den första omgången. De fyra bidragen som i totalen fått flest röster gick vidare till semifinalsduellerna, medan femman röstades ut. Dock valde man att först presentera två av de fyra bidragen som hade kvalificerat sig till duellerna, varpå deras duell startade, innan man slutligen presenterade de sista två som skulle få duellera.
I duellerna nollställdes alla röster och bidragen bytte startnummer till antingen melodi nummer ett eller melodi nummer två. Det presenterades också nya röstningsnummer, som både gick till det billiga och det dyra numret, men man kunde inte SMS-rösta. Resultatet av duellerna lästes upp samtidigt där duellernas vinnare tog de sista finalplatserna.
Alla resultat från omgångarna i hur många röster som bidragen hade fått släpptes först den 12 mars, eftersom Sveriges Television inte ville påverka röstningen i finalen.

### Tävlingsomgången
Bidragen står nedan i startordningen, som meddelades timmarna efter att den fjärde deltävlingen hade avslutats.
| Nr | Artist                                        | Låt                          | Text (t) & Musik (m)                                                                  | Röster Omgång 1 | Röster Omgång 2 | Total- röster | Placering | Anmärkning |
| -- | --------------------------------------------- | ---------------------------- | ------------------------------------------------------------------------------------- | --------------- | --------------- | ------------- | --------- | ---------- |
| 1  | Robin Stjernberg                              | You                          | Robin Stjernberg (tm), Linnea Deb (tm), Joy Deb (tm), Joakim Harestad Haukaas (tm)    | 58 025          | 35 535          | 93 560        | 2         | Duell 2    |
| 2  | Eric Gadd                                     | Vi kommer aldrig att förlora | Eric Gadd (tm), Thomas Stenström (tm), Jacob Olofsson (tm)                            | 14 164          | —               | 14 164        | 8         | Utslagen   |
| 3  | Caroline af Ugglas                            | Hon har inte                 | Caroline af Ugglas (tm), Heinz Liljedahl (tm)                                         | 35 234          | —               | 35 234        | 6         | Utslagen   |
| 4  | Behrang Miri feat. Loulou Lamotte & Oscar Zia | Jalla Dansa Sawa             | Behrang Miri (tm), Anderz Wrethov (tm), Firas Razak Tuma (tm), Tacfarinas Yamoun (tm) | 56 165          | 29 618          | 85 783        | 4         | Duell 1    |
| 5  | Erik Segerstedt & Tone Damli                  | Hello Goodbye                | Robin Fredriksson (tm), Mattias Larsson (tm), Måns Zelmerlöw (tm)                     | 42 425          | 28 098          | 70 523        | 5         | Utslagen   |
| 6  | Anton Ewald                                   | Begging                      | Fredrik Kempe (tm), Anton Malmberg Hård af Segerstad (tm)                             | 66 965          | 31 696          | 98 661        | 1         | Duell 1    |
| 7  | Cookies 'N' Beans                             | Burning Flags                | Fredrik Kempe (tm)                                                                    | 25 826          | —               | 25 826        | 7         | Utslagen   |
| 8  | Martin Rolinski                               | In And out of Love           | Thomas G:son (tm), Andreas Rickstrand (tm), Martin Rolinski (tm)                      | 51 977          | 35 787          | 87 764        | 3         | Duell 2    |

#### Dueller
|  | Dueller    | Dueller                                                          | Dueller    |                      |            | Till final          | Till final | Till final |  |
|  |            |                                                                  |            |                      |            |                     |            |            |  |
|  | Deltävl. 4 | Jalla Dansa Sawa Behrang Miri feat. Loulou Lamotte och Oscar Zia | 82 896     |                      |            |                     |            |            |  |
|  | Deltävl. 4 | Jalla Dansa Sawa Behrang Miri feat. Loulou Lamotte och Oscar Zia | 82 896     |                      |            |                     |            |            |  |
|  | Deltävl. 2 | Begging Anton Ewald                                              | 105 890    |                      |            |                     |            |            |  |
|  | Deltävl. 2 | Begging Anton Ewald                                              | 105 890    |                      | Deltävl. 2 | Begging Anton Ewald | Till final |            |  |
|  |            |                                                                  |            |                      | Deltävl. 2 | Begging Anton Ewald | Till final |            |  |
|  |            |                                                                  | Deltävl. 4 | You Robin Stjernberg | Till final |                     |            |            |  |
|  | Deltävl. 4 | You Robin Stjernberg                                             | Deltävl. 4 | You Robin Stjernberg | Till final | 98 105              |            |            |  |
|  | Deltävl. 4 | You Robin Stjernberg                                             |            |                      |            |                     |            |            |  |
|  | Deltävl. 3 | In And out of Love Martin Rolinski                               | 95 930     |                      |            |                     |            |            |  |

### Siffror
- Telefon- och SMS-röster: 900 898 röster.[71]
- Till Radiohjälpen: 1 476 705 kronor.[71]
- TV-tittare: 3 230 000 tittare (rekord för Andra chansen).[63][72]

## Final: Solna
Finalen av festivalen 2013 direktsändes i SVT1 den 9 mars 2013 från Friends Arena i Solna. De tio bidragen som kvalificerade sig till finalen hade antingen blivit etta eller tvåa i någon av de fyra deltävlingarna eller blivit kvalificerade från Andra chansen. Programmet leddes av Danny Saucedo och Gina Dirawi. Finalens upplägg från året innan, dvs. elva tävlande ESC-länder och procentuell telefonröstning, användes även det här året. De röstande Eurovisionländerna presenterades av Sveriges Television den 4 mars.
När direktsändningen startade spelades först de tio bidragen upp varpå jurygrupperna avlade sina röster. Rösterna byggdes på bidragens framförande på genrepet kvällen innan sändningen. Telefonröstningen fortsatte dock under hela juryöverläggningen, vilket gjorde att tittarna kunde påverka juryns dom. Eftersom tittarna och juryn delade makten hade de totalt 473 poäng vardera att dela ut. Varje jurygrupp delade ut poängen 1, 2, 4, 6, 8, 10 och 12 poäng, medan tittarna delade ut sina 473 poäng utifrån hur många procent av totalrösterna ett bidrag fått. Hade ett bidrag exempelvis fått 10% av rösterna skulle det också få 10% av tittarnas helhetspoäng, poäng som avrundades till närmaste heltal. Varje jurygrupp gav sju bidrag poäng, dock kunde tittarna ge alla bidrag poäng, vilket också blev fallet.
Unikt för denna final var att det bara var en enda kvinnlig artist som lyckats kvalificera sig till finalen. Det har aldrig varit så få kvinnor i en final sedan år 1965, då en enda person (Ingvar Wixell) sjöng finalens samtliga bidrag. Unikt blev också att en finalist som kvalificerat sig från Andra chansen lyckades ta hem segern. Detta har tidigare aldrig skett trots att detta uppsamlingsheat funnits sedan 2002.
För sjunde året i rad kom en artist att framföra föregående års vinnarlåt, i det här fallet Euphoria, i en helt ny tolkning. Uppgiften gick till föregående års vinnare, Loreen, tillsammans med skolbarn från Manillaskolan och Adolf Fredriks Musikklasser i Stockholm.

### Startlista
Bidragen listas nedan i startordningen.
| Nr | Artist            | Låt                                  | Upphovsmän (Text & musik)                                                                    | Deltävl. |
| -- | ----------------- | ------------------------------------ | -------------------------------------------------------------------------------------------- | -------- |
| 1  | Ulrik Munther     | Tell the World I'm Here              | Thomas G:son (tm), Peter Boström (tm), Ulrik Munther (tm)                                    | 4        |
| 2  | David Lindgren    | Skyline                              | Fernando Fuentes (tm), Henrik Nordenback (tm), Christian Fast (tm)                           | 1        |
| 3  | State of Drama    | Falling                              | Göran Werner (tm), Sebastian Hallifax (tm), Emil Gullhamn (tm), James Hallifax (tm)          | 3        |
| 4  | Anton Ewald       | Begging                              | Fredrik Kempe (tm), Anton Malmberg Hård af Segerstad (tm)                                    | AC (2)   |
| 5  | Louise Hoffsten   | Only the Dead Fish Follow the Stream | Louise Hoffsten (tm), Sandra Bjurman (tm), Stefan Örn (tm)                                   | 2        |
| 6  | Ralf Gyllenhammar | Bed on Fire                          | Ralf Gyllenhammar (tm), David Wilhelmsson (tm)                                               | 4        |
| 7  | Ravaillacz        | En riktig jävla schlager             | Kjell Jennstig (tm), Leif Goldkuhl (tm), Henrik Dorsin (tm)                                  | 3        |
| 8  | Sean Banan        | Copacabanana                         | Ola Lindholm (tm), Sean Samadi (Sean Banan) (tm), Hans Blomberg (tm), Joakim Larsson (tm)    | 2        |
| 9  | Robin Stjernberg  | You                                  | Robin Stjernberg (tm), Linnea Deb (tm), Joy Deb (tm), Joakim Harestad Haukaas (tm)           | AC (4)   |
| 10 | Yohio             | Heartbreak Hotel                     | Johan Fransson (tm), Tobias Lundgren (tm), Tim Larsson (tm), Henrik Göranson (tm), Yohio (t) | 1        |

### Poäng och placeringar
| Nr | Melodi                               | Cypern | Spanien | Italien | Island | Malta | Ukraina | Israel | Frankrike | Storbrit. | Kroatien | Tyskland | Jury- poäng | Telefon‐ och SMS‐röster | Telefon‐ och SMS‐röster | Telefon‐ och SMS‐röster | Summa | Plac. |
| Nr | Melodi                               | Cypern | Spanien | Italien | Island | Malta | Ukraina | Israel | Frankrike | Storbrit. | Kroatien | Tyskland | Jury- poäng | Antal                   | Andel                   | Poäng                   | Summa | Plac. |
| -- | ------------------------------------ | ------ | ------- | ------- | ------ | ----- | ------- | ------ | --------- | --------- | -------- | -------- | ----------- | ----------------------- | ----------------------- | ----------------------- | ----- | ----- |
| 1  | Tell the World I'm Here              | 6      | 6       | 12      | 8      | 6     | 2       | -      | 12        | 12        | 8        | 10       | 82          | 154 334                 | 9,4 %                   | 44                      | 126   | 3     |
| 2  | Skyline                              | 4      | 4       | -       | 2      | 12    | 6       | 8      | 8         | -         | 1        | 12       | 57          | 42 896                  | 2,6 %                   | 12                      | 69    | 8     |
| 3  | Falling                              | -      | 10      | 4       | 4      | 2     | 8       | 10     | 1         | 6         | 4        | 1        | 50          | 61 462                  | 3,7 %                   | 18                      | 68    | 9     |
| 4  | Begging                              | 8      | -       | -       | 10     | 10    | 1       | 2      | -         | 4         | 10       | 4        | 49          | 206 131                 | 12,5 %                  | 59                      | 108   | 4     |
| 5  | Only the Dead Fish Follow The Stream | 2      | 12      | 6       | -      | -     | -       | 4      | 6         | -         | -        | 6        | 36          | 171 202                 | 10,4 %                  | 49                      | 85    | 5     |
| 6  | Bed on Fire                          | -      | -       | 1       | 6      | -     | 12      | 6      | -         | 8         | -        | -        | 33          | 140 398                 | 8,5 %                   | 40                      | 73    | 7     |
| 7  | En riktig jävla schlager             | -      | 2       | -       | 1      | -     | -       | -      | 2         | 1         | -        | 2        | 8           | 110 736                 | 6,7 %                   | 32                      | 40    | 10    |
| 8  | Copacabanana                         | 12     | -       | 8       | -      | 1     | -       | -      | 4         | 10        | 2        | -        | 37          | 142 288                 | 8,7 %                   | 41                      | 78    | 6     |
| 9  | You                                  | 1      | 8       | 10      | 12     | 8     | 10      | 12     | 10        | -         | 12       | 8        | 91          | 259 101                 | 15,8 %                  | 75                      | 166   | 1     |
| 10 | Heartbreak Hotel                     | 10     | 1       | 2       | -      | 4     | 4       | 1      | -         | 2         | 6        | -        | 30          | 356 080                 | 21,7 %                  | 103                     | 133   | 2     |

### Siffror
- Telefon- och SMS-röster: 1 644 628 röster.[76]
- Till Radiohjälpen: 2 775 607,40 kronor.[76]
- TV-tittare: 4 129 000 tittare.[63]

### Juryuppläsare
Följande personer läste upp jurypoängen i finalen:
- Cypern: Klitos Klitou
- Spanien: Federico Llano-Sabugueiro
- Italien: Nicola Caligiore
- Island: Jónatan Gardarsson
- Malta: Chiara Siracusa
- Ukraina: Gina Dirawi
- Israel: Alon Amir
- Frankrike: Bruno Berberes
- Storbritannien: Simon Proctor
- Kroatien: Aleksandar Kostadinov
- Tyskland: Torsten Amarell

## Mellanakt och pausunderhållning

### Pausunderhållning
Under deltävlingarna gestaltade komikern Per Andersson olika personer som skickat in bidrag till Melodifestivalen 2013, som dock aldrig kom med. I varje del framförde han sedan personens/gruppens låt. Det hela skulle vara parodier och humorinslag. I den andra deltävlingen framförde gruppen Hanson, Carson och Malmkvist parodier på tidigare Melodifestivalsbidrag med nya titlar såsom Eric Saades låt ”Popular” under titeln ”Pensionär”. Dessutom framförde gruppen låten C'est la vie, som de tävlade med år 2004. Under den tredje deltävlingen försökte Gina Dirawi ta reda på varför Italien inte gav Sverige några poäng i Eurovision Song Contest 2012, när alla andra ESC-länder gjorde det.
I finalen kom Sarah Dawn Finer leda en sketch som karaktären Lynda Woodruff. Woodruff dök även upp i en sketch om Azerbajdzjans värdskap i 2012 års Melodifestivalsfinal samt läste upp Sveriges röster i Eurovision Song Contest samma år. I inledningsnumret framförde Danny Saucedo och Gina Dirawi låten ”Du ska till Malmö” tillsammans med 2013 års ESC-programledare Petra Mede och de två programledarpar som ledde ESC 1992 (Harald Treutiger och Lydia Capolicchio) och 2000 (Anders Lundin och Kattis Ahlström) när Sverige fick arrangera tävlingen. I inledningen av numret framställdes Danny och Gina som barn.

### Mellanakter
Det här året involverades programledarna mer i mellanakterna då bägge programledarna gjorde olika nummer i olika stilar, i regi av Edward af Sillén. I den första deltävlingen framförde programledarna låten ”Karl för sin kostym”, med musik av Jan Lundqvist och text av Edward af Sillén och Daniel Rehn, tillsammans med Kristian Luuk, Lena Philipsson och Eva Hamilton. Låten handlade om att Saucedo skulle hitta en bättre klädsel. Veckan därpå framförde programledarna en Bollywoodversion av Danny Saucedos låt In The Club. Den nya låttiteln blev ”Indie Club” och var en humorversion av originalet. I den tredje deltävlingen framförde programledarna ett steppnummer i 40-talsstil tillsammans med Rennie Mirro och Karl Dyall. I numret steppade Danny Saucedo medan Gina Dirawi höll sig till att sjunga. I den fjärde deltävlingen deltog musikgruppen Alcazars forna medlemmar (Andreas Lundstedt, Lina Hedlund och Tess Merkel) som en del av mellakten tillsammans med Danny Saucedo. Låtar som framfördes kom alla från gruppens tidigare låtar i Melodifestivalen.
I Andra chansen framförde två artister varsin mellanakt: Peter Jöback, som framträdde med en låt från sin kommande medverkan i föreställningen Fantomen på operan och duon Jedward, som tävlade för Irland i Eurovision Song Contest 2011 och 2012, som ”duellerade” mot programledarna då de gemensamt sjöng duons låt Lipstick som Jedward tävlade med för Irland i Eurovision Song Contest 2011. I finalen framförde Carola Häggkvist låten Främling i en omgjord version. Låten vann hon med i Melodifestivalen 1983, vilket sålunda är exakt trettio år sedan vinsten. Även Loreen, som vann både Melodifestivalen och Eurovision Song Contest 2012, uppträda i finalen med sin forna vinnarlåt Euphoria, dock i en helt ny tolkning. Denna tolkning framfördes i samarbete med skolbarn från Manillaskolan och Adolf Fredriks Musikklasser i Stockholm.

## Marcel Bezençon Award 2013
Marcel Bezençon Award är ett pris som delas ut vid varje års Melodifestivalsfinal. Priset delas ut i tre kategorier. I varje kategori har en viss grupp fått avgöra resultatet: i den ena kategorin avgör presskåren, i den andra avgör upphovsmän och i den tredje avgör tidigare Melodifestivalsvinnare. Priset instiftades av Christer Björkman och Richard Herrey och har fått sitt namn efter Eurovision Song Contest grundare, Marcel Bezençon. Följande akter tog hem priserna 2013:
| Pris                | Vinnare                | Upphovsmän                                                                                   |
| ------------------- | ---------------------- | -------------------------------------------------------------------------------------------- |
| Upphovsmännens pris | Robin Stjernberg You   | Linnea Deb, Joakim Harestad Haukaas, Joy Deb, Robin Stjernberg.                              |
| Artisternas pris    | Yohio Heartbreak Hotel | Johan Fransson (tm), Tobias Lundgren (tm), Tim Larsson (tm), Henrik Göranson (tm), Yohio (t) |
| Pressens pris       | Yohio Heartbreak Hotel | Johan Fransson (tm), Tobias Lundgren (tm), Tim Larsson (tm), Henrik Göranson (tm), Yohio (t) |

## Givna poäng till Sverige
Tabellen nedan redovisar de poäng som gavs till det vinnande bidraget i Melodifestivalen, samt dess eventuella poäng i Eurovision Song Contest 2013.
 Svenska bidraget behöver inte kvala då Sverige är värdland för Eurovision Song Contest det här året tack vare Loreens vinst föregående år.  
| Tävling                  | Cypern | Spanien | Italien | Island | Malta | Ukraina | Israel | Frankrike | Storbrit. | Kroatien | Tyskland |
| ------------------------ | ------ | ------- | ------- | ------ | ----- | ------- | ------ | --------- | --------- | -------- | -------- |
| Poäng i Melodifestivalen | 1      | 8       | 10      | 12     | 8     | 10      | 12     | 10        | 0         | 12       | 8        |
| Finalpoäng (ESC)         | 0      | 0       | 0       | 4      | 0     | 0       | 0      | 0         | 0         | 1        | 3        |

## Givna poäng från Sverige
Tabellen nedan redovisar de poäng som Sverige gav, till de elva som röstade i Melodifestivalens final, i den första semifinalen och i finalen.
 Gråmarkerade länder tävlade inte och/eller endast extraröstade i den semifinal som Sverige extraröstade i samt i finalen, som Sverige tävlade i.  
| Tävling          | Cypern | Spanien | Italien | Island | Malta | Ukraina | Israel | Frankrike | Storbrit. | Kroatien | Tyskland |
| ---------------- | ------ | ------- | ------- | ------ | ----- | ------- | ------ | --------- | --------- | -------- | -------- |
| Semipoäng (ESC)  | 0      |         |         |        |       | 1       |        |           |           | 0        |          |
| Finalpoäng (ESC) |        | 0       | 0       | 6      | 0     | 0       |        | 0         | 1         |          | 0        |

### Poäng till Sverige från alla deltagande länder i Eurovision Song Contest
| 12 poäng             | 10 poäng                                  | 8 poäng                    | 7 poäng | 6 poäng                                  |
| -------------------- | ----------------------------------------- | -------------------------- | ------- | ---------------------------------------- |
| - Norge              |                                           | - Danmark                  |         | - Slovenien                              |
| 5 poäng              | 4 poäng                                   | 3 poäng                    | 2 poäng | 1 poäng                                  |
| - Irland - Moldavien | - Bulgarien - Finland - Island - Lettland | - Tyskland - Nederländerna |         | - Belgien - Kroatien - Estland - Serbien |